# Academias literarias del Siglo de Oro español
Las academias literarias del Siglo de Oro español fueron reuniones de escritores celebradas en el domicilio y bajo la protección de aristócratas, siguiendo el modelo renacentista, es decir, como «asociación de hombres de letras formada para su cultivo y progreso». Con ese referente de tertulias como las reunidas por Giuliano y Lorenzo de Medici (a las que acudieron Baltasar de Castiglione, Marsilio Ficino, Pietro Bembo, etc), las españolas mezclaron temas literarios y humanísticos, improvisando discursos poéticos o atendiendo a una propuesta hecha por el convocante, o bien alguno de sus distinguidos y hambrientos invitados. Tienen sus precedentes ya a finales del siglo xvi y se llegaron a prolongar en el xviii.
Lupercio Leonardo de Argensola supuesto miembro de la Academia de los Anhelantes de Zaragoza, definió su propósito con estas palabras: 

...Es hacer una confección de diversas profesiones, no ruda, no indigesta, como la que dice Ovidio, sino odorífera cual los médicos suelen aconsejar que se use en tiempo de peste. Peste es la ignorancia y la ociosidad... En estas justas y conversaciones todos somos maestros y discípulos, todos mandamos y todos obedecemos, comunicando las profesiones diversas y tomando cada uno lo que ha menester para la suya.

Entre las más distinguidas, pueden citarse: la Academia de los Nocturnos valenciana, de la que se han conservado actas, componentes y textos poéticos que en ella se leyeron.
En Madrid deben citarse la Academia Selvaje, creada en 1612, y la Academia Mantuana, ante la que Lope de Vega leyó su Arte nuevo de hacer comedias; la Academia del Buen Retiro, reunida para Felipe IV en 1637, la Academia Universal (fundada en 1735) y la Academia del Buen Gusto (a partir de 1749). Ya en el siglo xix, puede citarse la Academia del Mirto fundada por José Espronceda en 1823.
En Aragón se sitúa la citada Academia de los Anhelantes, presidida por Baltasar Andrés de Ustárroz, además de la Academia Pítima contra la Ociosidad, fundada el 9 de junio de 1608 en Zaragoza por las condesas de Heril y Guimerá. En Cataluña, se mencionan en Barcelona la Academia de los Desconfiados y Academia de Buenas Letras de Barcelona.
De las andaluzas se recuerdan; en Sevilla la que se reunía en la casa del poeta y músico Juan de Arguijo (junto a la casa profesa de los jesuitas), la Real Academia Sevillana de Buenas Letras y la que se reunía en la Casa de Pilatos, bajo el mecenazgo del marqués de Tarifa; en Granada, la Academia del Trípode.
Lejos de la península, destacó en Nápoles la Academia de los Ociosos, creada por Pedro Fernández de Castro y Andrade, VII Conde de Lemos, a la que acudieron personajes como Quevedo o el conde de Villamediana; y en Roma, creada en 1690, la Academia de los Arcades. En Perú, la Academia Antártica se reunió en Lima durante la última década del siglo xvi y la primera del siglo xvii.